# Museu Nacional de Arte da Ucrânia
O Museu Nacional de Arte da Ucrânia (em ucraniano:  Національний Художній Музей України) é um museu dedicado à arte ucraniana em Kiev, na Ucrânia.

## História
O museu foi inaugurado no dia 1 de agosto de 1899 com o nome de Museu da Cidade de Antiguidades. Foi renomeado como Primeiro Museu do Estado em 23 de junho de 1919 (por decreto emitido pelo Governo da República Socialista Soviética da Ucrânia) e, em seguida, Museu de História de Toda a Ucrânia em 1924. A origem do museu é datada até 1936, quando as coleções do Museu Histórico Ucraniano foram divididas numa coleção histórica e artística. O primeiro tornou-se a base do Museu Histórico (agora Museu Nacional de História da Ucrânia ), e do Museu Estatal de Arte Ucraniana que foi renomeado em 1953, após a Segunda Guerra Mundial (e prováveis danos), Museu Nacional de Arte Ucraniana, Kiev.

## Exposição atual
Em 26 de abril de 2014, a arte recuperada da casa do ex-presidente Victor Yanukovich foi exibida no museu.
Agora o museu coleta obras de arte não oficiais do período totalitário - subterrâneo ucraniano do final de 1950 até 1991, principalmente trabalhos de arte de Feodosiy Tetianych, Mykola Trehub, Vudon Baklytskyi, Olena Golub, entre outros.

## Galeria

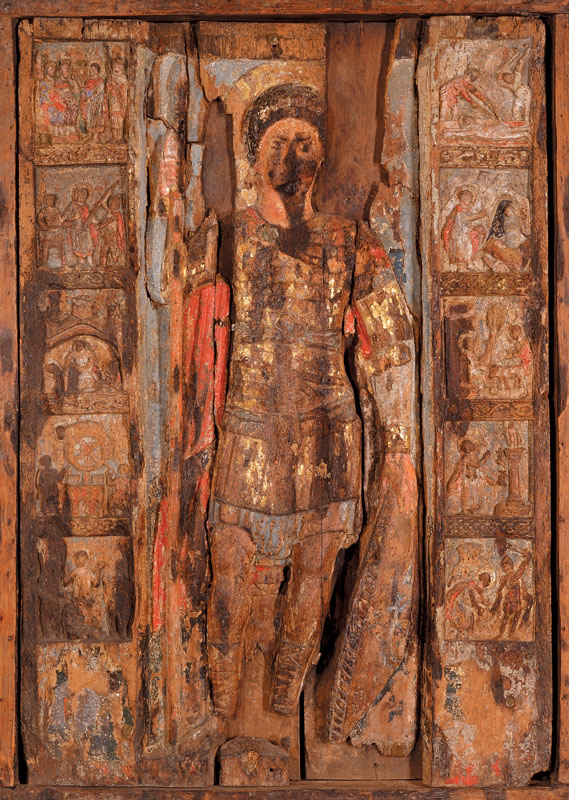
São Jorge, século XII
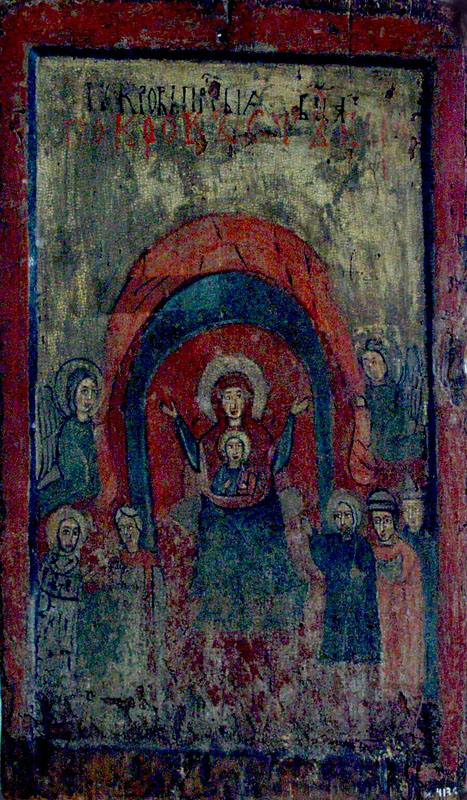
Pokrova, século XII-XIII
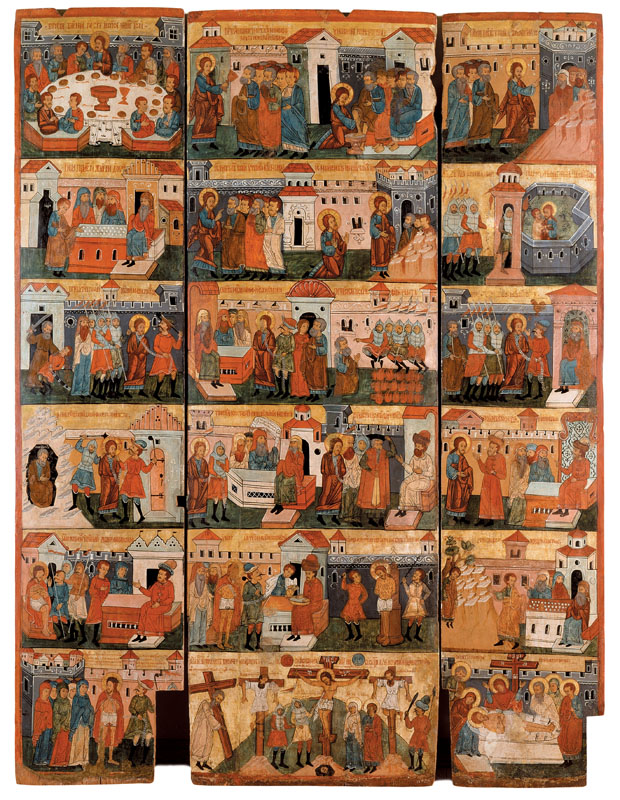
Paixão de Jesus, século XVI
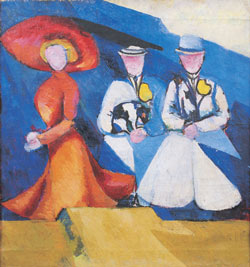
Aleksandra Ekster, Três figuras femininas. 1909-1910. Óleo sobre tela.
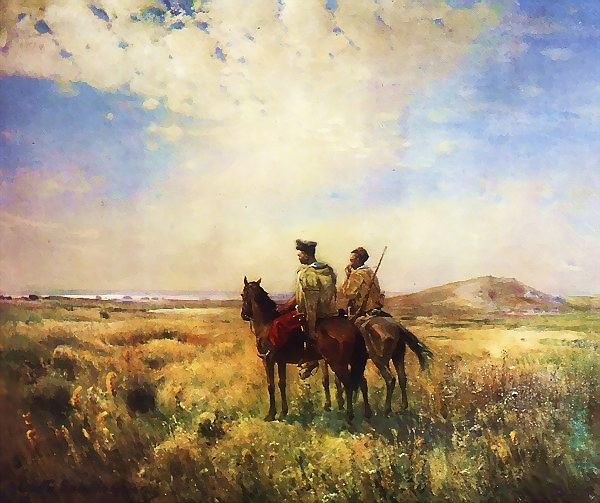
Serhiy Vasylkivsky, Cossacos nas estepes, Óleo sobre tela. 1900.